# Johan Renck
Bo Johan Renck (Upsala, 5 de diciembre de 1966) es un director sueco de videoclips, televisión y cine. Ha sido cantante y compositor ocasional entre 1991 y 2001, utilizando el apodo de Stakka Bo.

## Biografía
Es hijo del médico y profesor Hans Renck y la enfermera Marina Kylberg. Hans Renck enseñó en varias universidades de todo el mundo, por lo que la familia Renck se mudó y vivió en Miami, Uppsala, Malmö, Tromsø y Kuwait.
Está casado con Elin Renck con la que tuvo tres hijos. Renck es licenciado en economía por la Stockholm School of Economics.

## Carrera artística

### Música
Mientras estaba en la universidad, salió con la cantante y exmodelo Camilla Henemark de Army of Lovers, quien le introdujo en el negocio de la música sueca. Comenzó como la mitad del dúo Eurodance E-Type + Stakka B, pero fue solo después de dos sencillos, continuó lanzando música como Stakka Bo. 
Stakka Bo tuvo un sencillo de éxito en 1993 con la canción " Here We Go ", que alcanzó el puesto número 13 en el UK Singles Chart. Muy influenciados por los MC estéreo que eran populares en ese momento, "Here We Go" apareció en un episodio de la serie animada de televisión Beavis and Butt-Head, en las películas Prêt-à-porter, Never Been Kissed, Alien Autopsy y en el videojuego UEFA Euro 2004.
Debido a un presupuesto muy ajustado, terminó dirigiendo el primer vídeo para su proyecto en solitario, y continuó haciendo sus propios vídeos, y dirigiendo los de otros artistas suecos como Titiyo y The Cardigans.

### Vídeos musicales
Ha dirigido videoclips para varios artistas, incluidos «Nothing Really Matters» de Madonna y «Hung Up», «Love at First Sight» de Kylie Minogue, «Black Coffee» de All Saints, «Handle Me» de Robyn, «Tripping» y «She's Madonna» de Robbie Williams, «What Became of the Likely Lads» de The Libertines, «She's in Fashion» de Suede, «Crystal» y «Krafty» de New Order, «Me, Myself and I» de Beyoncé,  «Can't Change Me» de Chris Cornell, «Pass This On» de The Knife, «Seven» de Fever Ray y «Daniel» de Bat for Lashes. En 2012 dirigió el video musical «Blue Velvet» para Lana Del Rey, que también fue utilizado para la campaña comercial de H&M, así como el video musical de «Wild» de Beach House. En 2015 dirigió el video de diez minutos para «Blackstar» de David Bowie, así como el vídeo para «Lazarus» de Bowie que apareció en enero de 2016. En 2005, él y su hermano Martin dirigieron dos videos de la banda sueca The Cardigans: «I Need Some Fine Wine and You, You Need to Be Nicer» y «Don't Blame Your Daughter (Diamonds)». 

### Cine y televisión
La primera película de Renck, Downloading Nancy, se estrenó en el Festival de Cine de Sundance el 21 de enero de 2008 en Park City, Utah. Si bien la película no recibió buenas críticas, generó una llamada del creador de Breaking Bad, Vince Gilligan. Dirigió tres episodios del drama televisivo de AMC Breaking Bad, y pasó a trabajar en un episodio de The Walking Dead, Halt and Catch Fire y Bates Motel. 
Además, Renck dirigió una película de arte de la moda llamada Decadent Control for Imagine Fashion que se estrenó en marzo de 2011. Protagonizada por Roberto Cavalli, Eva Herzigová, Kirsty Hume y Brad Kroenig y utilizó la moda de Agent Provocateur y H&M.
Le dijo a la revista sueca Cafe en 2017 que durante un tiempo prefirió dirigir pilotos (Vikings, Bloodline), pero ahora trabaja en miniseries, donde se pueden dirigir todos los episodios, como con The Last Panthers. Dice que rechazó Better Call Saul, Game of Thrones and Homeland. Le dijo a la revista: "Y como director de un episodio de TV, solo tienes alrededor del 25 por ciento de los comentarios. Hay dos tipos de proyectos de TV que todavía estoy de acuerdo en hacer, uno es una serie de televisión donde cada episodio es una unidad separada, como Black Mirror, y el otro es una miniserie donde puedes hacer todos los episodios, como hice con The Last Panthers. Pero, por supuesto, estoy muy feliz de que Breaking Bad haya sucedido, fue muy educativo, emocionante y fresco. Además, obtuvo un estatus tan enorme, la gente todavía me llama por eso ".
En 2019, Renck dirigió la miniserie Chernobyl, una dramatización del desastre de 1986, para SKY y HBO, con Stellan Skarsgård, Jared Harris y Emily Watson, entre otros. 

## Discografía

### Álbumes
- Supermarket (1993)
- The Great Blondino (1995)
- Jr. (2001)

### Sencillos
| Año                                                          | Sencillo                                    | Posiciones más altas | Posiciones más altas | Posiciones más altas | Posiciones más altas | Posiciones más altas | Posiciones más altas | Posiciones más altas | Posiciones más altas | Posiciones más altas | Posiciones más altas | Álbum              |
| Año                                                          | Sencillo                                    | SWE                  | NOR                  | NED                  | BEL (FLA)            | GER                  | AUT                  | SWI                  | IRE                  | UK                   | US Alter.            | Álbum              |
| ------------------------------------------------------------ | ------------------------------------------- | -------------------- | -------------------- | -------------------- | -------------------- | -------------------- | -------------------- | -------------------- | -------------------- | -------------------- | -------------------- | ------------------ |
| 1991                                                         | «We Got the Atmosphere» (with E-Type)       | —                    | —                    | —                    | —                    | —                    | —                    | —                    | —                    | —                    | —                    | singles only       |
| 1992                                                         | «Numania 1» (with E-Type)                   | —                    | —                    | —                    | —                    | —                    | —                    | —                    | —                    | —                    | —                    | singles only       |
| 1993                                                         | «Here We Go»                                | 4                    | 10                   | 23                   | 45                   | 15                   | 6                    | 7                    | 8                    | 13                   | 20                   | Supermarket        |
| 1993                                                         | «Down the Drain»                            | 24                   | —                    | —                    | —                    | —                    | 27                   | 22                   | —                    | 64                   | —                    | Supermarket        |
| 1993                                                         | «Living It Up»                              | 38                   | —                    | —                    | —                    | —                    | —                    | —                    | —                    | —                    | —                    | Supermarket        |
| 1994                                                         | «On Your Knees»                             | —                    | —                    | —                    | —                    | —                    | —                    | —                    | —                    | —                    | —                    | Supermarket        |
| 1994                                                         | «We»                                        | —                    | —                    | —                    | —                    | —                    | —                    | —                    | —                    | —                    | —                    | Supermarket        |
| 1995                                                         | «Great Blondino»                            | 15                   | —                    | —                    | —                    | —                    | —                    | —                    | —                    | —                    | —                    | The Great Blondino |
| 1996                                                         | «Softroom»                                  | 54                   | —                    | —                    | —                    | —                    | —                    | —                    | —                    | —                    | —                    | The Great Blondino |
| 1996                                                         | «We Vie» (with Titiyo, Fleshquartet & Nåid) | 10                   | —                    | —                    | —                    | —                    | —                    | —                    | —                    | —                    | —                    | Jr.                |
| 2001                                                         | «Mute»                                      | 20                   | —                    | —                    | —                    | —                    | —                    | —                    | —                    | —                    | —                    | Jr.                |
| 2001                                                         | «Killer»                                    | 34                   | —                    | —                    | —                    | —                    | —                    | —                    | —                    | —                    | —                    | Jr.                |
| 2001                                                         | «Love of a Woman»                           | —                    | —                    | —                    | —                    | —                    | —                    | —                    | —                    | —                    | —                    | Jr.                |
| "—" señala que no alcanzó posiciones altas o no fue lanzado. |                                             |                      |                      |                      |                      |                      |                      |                      |                      |                      |                      |                    |